# Simon Hedlund
Simon Hedlund (Trollhättan, 11 de marzo de 1993) es un futbolista sueco que juega en la demarcación de delantero para el IF Elfsborg de la Allsvenskan.

## Selección nacional
Tras jugar con la selección de fútbol sub-17 de Suecia, la sub-19 y la sub-21, finalmente hizo su debut con la selección absoluta el 9 de enero de 2020 en un encuentro amistoso contra Moldavia que finalizó con un resultado de 0-1 a favor del combinado sueco tras el gol de Jordan Larsson.

### Goles internacionales
| # | Fecha               | Estadio                      | Oponente | Gol | Resultado | Competición |
| - | ------------------- | ---------------------------- | -------- | --- | --------- | ----------- |
| 1 | 12 de enero de 2020 | Estadio Al-Ahli, Doha, Catar | Kosovo   | 0-1 | 0-1       | Amistoso    |

## Clubes
| Club                  | País      | Año       | Partidos | Goles |
| --------------------- | --------- | --------- | -------- | ----- |
| IF Elfsborg           | Suecia    | 2012-2016 | 131      | 24    |
| 1. F. C. Union Berlin | Alemania  | 2016-2019 | 75       | 11    |
| Brøndby IF            | Dinamarca | 2019-2023 | 159      | 27    |
| IF Elfsborg           | Suecia    | 2023-     | 55       | 12    |

## Palmarés

### Títulos nacionales
| Título                 | Club        | País      | Año  |
| ---------------------- | ----------- | --------- | ---- |
| Allsvenskan            | IF Elfsborg | Suecia    | 2012 |
| Copa de Suecia         | IF Elfsborg | Suecia    | 2014 |
| Superliga de Dinamarca | Brøndby IF  | Dinamarca | 2021 |